# الممالك الستة عشر
كانت الممالك الستة عشر أو كما هو أقل شيوعًا الدول الستة عشر عبارة عن مجموعة من الدول المتعددة ذات السيادة التي لم تدم طويلاً والتي كانت موجودة في الصين الداخلية والمناطق المجاورة لها في الفترة من عام 304 حتى عام 439 ميلادية بعد انسحاب أسرة جين (265 - 420) إلى جنوب الصين وقبل تأسيس الأسر الجنوبية. ويرجع أصل المصطلح بالأساس إلى سيو هونغ (Cui Hong) في السجلات التاريخية المفقودة، Shiliuguo Chunqiu (حوليات الربيع والخريف للمالك الستة عشر) وقد اقتصرت على ستة عشر مملكة في هذا العصر، وهي دول هان تشاو (Han Zhao) وتشاو الأخيرة (Later Zhao) وتشنغ هان (Cheng Han) وليانغ السابقة (Former Liang) وليانغ الأخيرة (Later Liang) وليانغ الشمالية (Northern Liang) وليانغ الغربية (Western Liáng) وليانغ الجنوبية (Southern Liang) ويان السابقة (Former Yan) ويان الأخيرة (Later Yan) ويان الشمالية (Northern Yan) ويان الجنوبية (Southern Yan) وتشين السابقة (Former Qin) وتشين الأخيرة (Later Qin) وتشين الغربية (Western Qin) وشيا (Xia). وجرى توسيع المصطلح ليشمل جميع الدول ذات السيادة من 304 إلى 439. وهذه ليست كلها موجودة خلال الفترة بأكملها.
ويمثل المصطلح الأقل استخدامًا فترة الممالك الستة عشر هذا العصر المضطرب في الفترة من عام 304 إلى عام 439.
وكان معظم حكام المملكة تقريبًا جزءًا من عرق وو هو (Wu Hu) وهناك زعم قائل بأنهم كانوا من الأباطرة ووانغس (ملوك). لقد أسست هان الصينية أربع دول: يان الصينية وليانغ الغربية وليانغ السابقة ودولة وي. وظل ستة من حكام ليانغ السابقة الصينيين حكامًا شرفيين تحت حكومة أسرة جين. ولا تعد أسرة وي الغربية واحدة من الممالك الستة العشر على الرغم من أنها تأسست خلال هذه الفترة.
وسيتم سرد كل حكام الممالك في المقالات التالية ذات الصلة.

## معلومات تاريخية
لقد كانت فترة الممالك الستة عشر، والمعروفة أيضًا باسم فترة وو هو واحدة من الفترات الأكثر تدميرًا في تاريخ الصين. وبعد فترة طويلة من الهيمنة الصينية منذ عهد أسرة تشين، تولت ثورة وو هو معظم السلطة على قلب الصين. ولم تنته هذه السلطة حتى استصلحت جين جزءًا كبيرًا من وسط الصين بينما استولت وي الشمالية على المناطق الواقعة شمال النهر الأصفر.

### الثورة الأولى
في عام 304 ميلادية، وعقب اندلاع الحرب الأهلية في أسرة جين الحاكمة في الصين، قامت قبائل وو هو، بقيادة كيونغنو (Xiongnu)، بثورة ضد الحكم الصيني. وبحلول عام 311 ميلادية، ومع وقوع كارثة يونغجيا، سيطرت قبائل وو هو تحت نظام كيونغنو التابع لهان على الأرض المنبسطة شمال الصين. وبحلول عام 317 ميلادية، تم طرد قوات جين تمامًا من شمال الصين. وقد كانت هناك محاولة ناجحة لاسترداد الأرض المنبسطة وسط الصين تحت قيادة الجنرال زو تي (Zu Tì) (祖逖) في البداية لاسترداد كل من خنان (Henan) وشاندونغ (Shandong) ولكنها انتهت بموت زو في عام 321 ميلادية.

### هان تشاو وتشاو الأخير
على الرغم من سيطرة نظام كيونغنو التابع لهان (الذي تم تغييره إلى تشاو السابق) في شمال الصين، تحدت جي الجنرالشي لي (Shi Le) هذه السيطرة. وفي عام 329 ميلادية، أطاح شي لي بتشاو السابقة وأعاد توحيد الصين الشمالية. وكان جي حاكمًا وحشيًا للغاية، وقيل أنه بلغ به الأمر إلى حد استخدام العديد من الفتيات الصينيات كاحتياطي للجيش. وفي وقت لاحق انتهى حكم تشاو أخيرًا مع صعود ران مين (Ran Min) في عام 350 ميلادية.

### ظهور ران وي
نجح ران مين، الصيني، في استعادة القاعدة الأصلية للصين في عام 350 ميلادية. ومع ذلك، كانت هناك معارضة لحكمه عن طريق جي وو (Wu Hu) هو الآخر. وردًا على ذلك، أمر ران مين بقتل الآلاف من وو هو. وكانت هناك محاولات للإطاحة بران وي عن طريق جي وتمت هزيمة قبائل وو الأخرى بشكل كبير حتى غزا إكسيانبي (Xianbei) ران وي في عام 352 ميلادية وهزم ران مين.

### يان السابقة وتشين السابقة
تأسس نظام حكم يان السابقة على يد إكسيانبي ثم انتقل إلى السيطرة على جزء كبير من شمال الصين. وفي الوقت نفسه، غزا رجال قبيلة دي المنطقة المحيطة بشانشي (Shanxi) وشكلوا نظام حكم تشين السابقة. وفي 370 ميلادية، غزت تشين السابقة يان السابقة وهزمتها واستطاعت توحيد معظم شمال الصين. وبحلول عام 376 ميلادية، وبعد حملتين ضد ليانغ السابقة ودولة داي، نجح حاكم تشين السابقة فو جيان (Fu Jian) في إعادة توحيد شمال الصين بالكامل. والآن أصبح استقلال آخر دولة صينية، أسرة جين، في خطر.

### حملات هوان ون

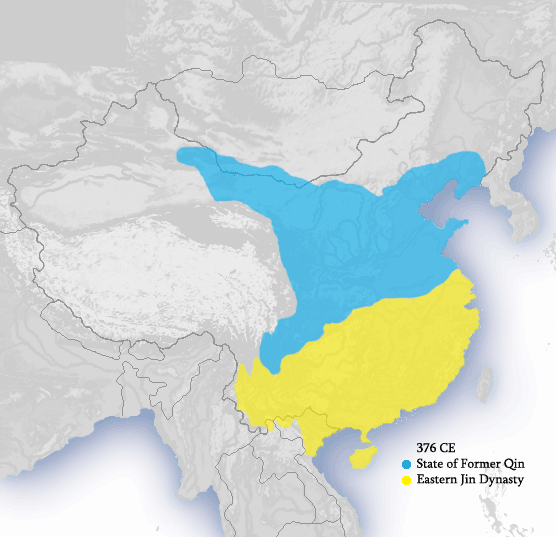
أراضي مملكة تشين السابقة وأسرة جين في عام 376.

عزم الجنرال هوان ون من أسرة جين على استعادة شمال الصين وردها إلى أسرة جين الصينية. وفي الفترة ما بين عام 346 ميلادية و369 ميلادية، شن هوان ون سلسلة من الحملات ضد دول وو هو في الشمال. ومع ذلك، ونظرًا لعدم وجود دعم من بلاط أسرة جين، لم ينجح هوان ون.

### سقوط تشين السابقة
سعيًا إلى الاستفادة من النجاح الذي حققه وهزيمة كل الصين، شرع فو جيان في غزو أراضي أسرة جين، آخر دولة صينية تابعة لهان والتي سيجعل فتحها من فو جيان أول حاكم غير صيني للصين. ومع ذلك، احتشد جيش جين وحققت القوات الصينية نجاحًا هائلاً على ضفاف نهر فيي (Fei)، حيث تم تنظيم حوالي 300 ألف جندي من جنود تشين السابقة عن طريق جيش جين المكون من 80 ألف جندي. ومن ثم سقطت تشين السابقة. وبعد انتهاء المعركة، استعادة قوات جين الكثير من خنان (Henan) وشانتونج (Shantung).

### حملات ليو يو
في عام 406 ميلادية، بدأ الجنرال يو ليو التابع لأسرة جين سلسلة من الحملات التي تهدف إلى استعادة قلب الصين. ونجحت هذه الحملات نجاحًا غير عادي، وبحلول عام 416 ميلادية استعادة قوات جين العاصمتين لويانغ وتشانغان اللتين فقدتا منذ قرن من الزمان في وقت سابق. ومع ذلك، تم فقد تشانغآن في عام 417 ميلادية. ومع ذلك، كان نجاح ليو يو يعني استعادة جميع الأراضي الصينية التي تصل إلى النهر الأصفر، على الرغم من أن الشمال كان تحت سيطرة إكسيانبي وي الشمالية.

## المشاركة خارج هان ووهو
كانت مملكة موهي جوجوريو (Goguryeo) دولة قوية ذات نفوذ في شمال شرق الصين في بداية فترة الممالك الستة عشر. وقد تعرضت جوجوريو لهجوم على يد مورنغ (Murong) إكسيانبي عدة مرات، وفي عام 342 ميلادية استطاع الأمير مورنغ هوانغ (Murong Huang) الذي يتبع يان السابقة الاستيلاء على عاصمة جوجوريو هواندو (Hwando). وتحت قيادة قوية وديناميكية للملوك الإقطاعيين، شهدت جوجوريو خلال عهد جوانجايتو الكبير (Gwanggaeto the Great) في غزو الممالك الكورية بايكجيه (Baekje) وسيلا (Silla) ودونجبوييو (Dongbuyeo). وانتقالاً من نجاح إلى نجاح، شنت جوجوريو حملة ضد مملكة يان الأخيرة، واستطاعت الاستيلاء على إقليم نهر لياو (Liao). شن ملك يان الأخيرة مورنغ (Murong) الحادي عشر مرتين من الهجمات الانتقامية لاستعادة أراضي مستجمعات مياه نهر لياو، ولكن كان هذا نجاحًا جزئيًا. وبعد تدمير شمال يان على يد وي الشمالية، هرب ملك يان فينغ هونغ (Feng Hong) إلى جوجوريو في طلب للجوء. وعلى الرغم من منح حق اللجوء له، قيل أن كونج تصرف كما لو كان لا يزال الملك، وقام بإصدار الأوامر وطلب أن يعامل باحترام، وقد أُعدم على يد الملك جانجسو (Jangsu) ملك جوجوريو (Goguryeo). وبدأت قوة يووين (Yuwen) مجموعة إكسيانبيكومو (Kumo) الحادي عشر التي عاشت في شمال يوزو (Youzhou) والخيتان في الازدياد. وفي عام 414، أرسلت قبائل كومو الحادي عشر قافلة تجارية إلى يان الشمالية، ومن ثم انضمت إلى الخيتان في إعلان عن الولاء ليان الشمالية، ومن ثم إلى وي الشمالية بعد تدميرها يان الشمالية. وبهذا، استطاعت وي الشمالية (التي كانت أساسًا توبا إكسيانبي) إقامة حكم واقعي على جميع أنحاء الهضبة المنغولية ومنطقة نهر لياو.
وفي ناحية غرب الأراضي الصينية في وقت (في إكسيانبي الحديثة) كانت تقع مملكة شاشان (Shanshan) وكوتشا (Kucha) وخوتان ودونجشي (Dongshi) وشولي. وغالبًا ما كانت هذه الممالك خاضعة لسيطرة أو نفوذ ممالك ليانغ المختلفة التي كانت موجودة أثناء فترة الممالك الستة عشر. وقد نظمت ليانغ السابقة قيادة قاوتشانغ (Gaochang) ((بالصينية: 高昌郡)) ومقاطعة تياندي (Tiandi) ((بالصينية: 闐地縣)) في الغرب، وكلاهما وقع تحت إدارة حاكم قاوتشانغ (Gaochang). وقد تم تشغيل الإدارة يوميًا من خلال حصون عدة: الكاتب الرئيس للمناطق الغربية، العقيد وو (Wu) وجي (Ji)، والمفوض جيد غيت (Jade Gate) من الجيش. وكانت دول ليانغتشو (Liangzhou) الأخرى تابعة لهذا النظام الإداري بشكل عام. وفي عام 382، أرسل ملك تشين السابقة فو جيان (Fu Jian) ‏ الجنرال لو غوانغ (Lü Guang) في حملة عسكرية إلى مملكة دايوان (Dayuan) وقام بترقيته إلى الجنرال الحارس للمناطق الحدودية الغربية. وبعد سقوط تشين وتأسيس لو غوانغ لليانغ الشمالية، أصبحت حصون الحدود الغربية ومملكة بيكان (Piqan) أجزاءً أو كمقاطعات تابعة لليانغ الشمالية.